# Cremaster
Cremaster – cykl pięciu filmów Matthew Barneya, noszących tytuły kolejno od Cremaster 1 do Cremaster 5, powstałych w latach 1994–2002. Filmy dotyczą procesów stworzenia.

## Tytuł
Filmy zawdzięczają swój tytuł nazwie mięśnia występującego u mężczyzn, tzw. dźwigacza jądra (łac. musculus cremaster). Na funkcji tego mięśnia autor filmu oparł całą koncepcję cyklu, dokonując jej wizualizacji prostym schematem trzech stanów potencjału. Schemat ten stał się z czasem znakiem rozpoznawczym samego autora jak i ikoną wszystkich filmów z serii.

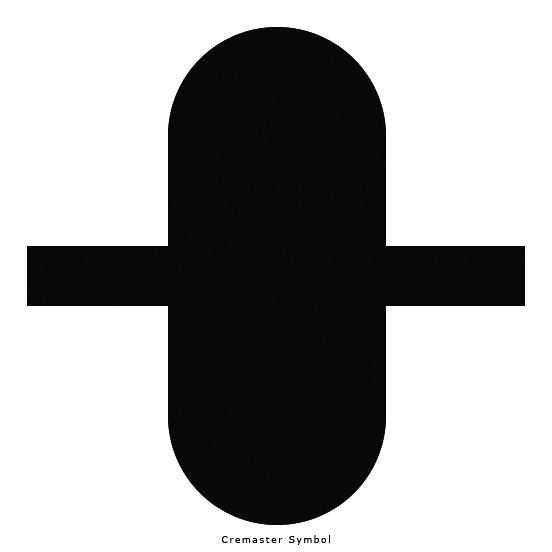
Symbol filmu – schemat trzech stanów potencjału

Według autora potencjał ma trzy stany skupienia: pierwszy – pierwotny i pełny symbolizowany przez poziomą linię, drugi – podniesiony, symbolizujący kobietę i ukazujący wygięty ku górze łuk, oraz trzeci – opuszczony, męski, ukazujący łuk skierowany do dołu.

## Tematyka
Cykl Barneya powstał w wyniku fascynacji autora cielesnością i ćwiczeniem ludzkich ograniczeń. Poza filmem obejmuje on również fotografie, instalacje i rzeźby. W utworach autor używa własnej formy języka, jakim porozumiewa się z widzem, a w uniwersalność swojego przekazu wierzy do tego stopnia, że zabrania wyświetlania swoich filmów z tłumaczeniem na inne języki. Barney osobiście zadbał o każdy szczegół podczas całej produkcji cyklu, m.in. wcielił się w najważniejsze role, sam wykonał większość zadań kaskaderskich oraz sam określa czas i miejsca projekcji filmów, łącząc je z wystawami innych swoich prac. Film wyświetlany jest regularnie w kilku galeriach sztuki na terenie USA.
Elementami charakterystycznymi dla całego cyklu są organiczne rzeźby, odwołania do symboliki i rytuałów lóż masońskich, nawiązania do iluzjonisty Harry’ego Houdiniego, a także choreografia nawiązująca do prac Leni Riefenstahl. Ze względu na swoje pochodzenie i dzieciństwo autor nie stroni od symboliki mormońskiej, przywołując przy okazji postać amerykańskiego zabójcy Gary’ego Gilmore’a. Występują też odwołania do współczesnych postaci takich jak kobiece alter ego grane przez kaleką Aimee Mullins (modelka i sportsmenka, umieszczona przez magazyn People na liście 50 najpiękniejszych ludzi świata, która na skutek choroby przeszła amputację obu nóg poniżej linii kolan), Dave Lombardo, były lider i perkusista zespołu Slayer, szwajcarska aktorka Ursula Andress (grająca pierwszą dziewczynę Bonda), pisarz Norman Mailer wcielający się w postać Harry Houdiniego oraz amerykański rzeźbiarz Richard Serra.
Nastrój w filmach budowany jest poprzez nagromadzenie pozornie nonsensownych czynności, wykonywanych z namaszczeniem przez głównych bohaterów. W cyklu Cremaster autor przekazuje próbę zmierzenia się z ideą dwupłciowej natury człowieka (w filmie hybrydalne postacie nie posiadają określonych narządów płciowych), hołubiąc własną seksualność i ciało oraz tworząc ekscentryczne obrazy-rzeźby-fetysze.

## Cykl
Poszczególne elementy cyklu powstawały w następującej kolejności:
1. Cremaster 4 (1995)
2. Cremaster 1 (1996)
3. Cremaster 5 (1997)
4. Cremaster 2 (1999)
5. Cremaster 3 (2002)

Łączny czas trwania całego cyklu wynosi dokładnie 400 minut.

## Kopie filmu
Początkowo łączna liczba kopii Cremaster 1-5 wynosiła jedynie 10 taśm filmowych 35 mm, rozdanych przez autora wybranym kolekcjonerom sztuki. Później pojawiła się limitowana wersja specjalna na płytach DVD w nakładzie 20 sztuk w cenie 100 000 dolarów za sztukę. Egzemplarze te, jak i poprzednia seria, były niedostępne na ogólnym rynku sztuki, a jedynie dla wybranych kolekcjonerów. Wyjątkiem był 30-minutowy fragment Cremastera 3 wydanego na płycie DVD sprzedawanej wraz z książką.

## Cykl w Polsce
Cremaster 3 został zaprezentowany w Polsce po raz pierwszy na festiwalu Era Nowe Horyzonty w Cieszynie w 2004. Później tego samego roku Cremaster 3 i 4 zostały wyświetlone na specjalnych pokazach w kinie „Muranów” w Warszawie.